# وال، هلند جنوبی
وال (به هلندی: Waal) یک منطقهٔ مسکونی در هلند است که در مولن‌وارد واقع شده‌است. وال ۱۲۰ نفر جمعیت دارد.